# Žlijebljeni spoj
Žlijebljeni spoj je spoj koji služi za prijenos većih okretnih momenata, te izmjeničnih i udarnih opterećenja. U takvom spoju vratilo ima u uzdužnom smjeru simetrično raspoređene grebene (“klinove”), a provrt u glavini ima profil koji odgovara profilu vratila, tj. žljebove u koje dosjedaju grebeni vratila. Profil glavine i vratila izrađuje se s odgovarajućim vlačnim trnovima, odnosno vlačnim glavinama koja na rubovima svojih grebena i žljebova imaju oštrice za rezanje. U općoj strojogradnji najviše se upotrebljavaju žlijebljeni spojevi s unutarnjim centriranjem prema ISO 14, u kojima uvrt u glavini naliježe na unutrašnji promjer vratila. Prema veličini žljebova ovi spojevi se izrađuju u lakoj i srednjoj izvedbi (teža izvedba, koja se koristi za posebne namjene standardizirana je prema DIN 5464).
Odgovarajućom tolerancijom glavine i vratila može se osigurati da glavina na vratilu bude aksijalno pokretna ili nepokretna. Za velika izmjenična i udarna opterećenja koriste se žlijebljeni spojevi s bočnim centriranjem, kojeg je u usporedbi s unutarnjim centriranjem teže izraditi. U strojevima za obradu u praksi su poznate i posebne namjenske izvedbe žlijebljenih spojeva, koje su standardizirane prema DIN 5471 i DIN 5472.
Žlijebljeni spojevi proračunavaju se slično kao i pera obzirom na površinski pritisak p na bočnim dodirnim površinama među grebenima vratila i žljebovima glavine. S obzirom na to da se zbog postupaka izrade ukupno opterećenje nejednakomjerno raspoređuje na pojedine dodirne površine, prilikom proračuna potrebno je uzimati u obzir i koeficijent nošenja k. 
Tradicionalno se koristi pogrešan naziv "klinasto vratilo".

## Zupčasti spoj
Zupčasti spojevi slični su žlijebljenim spojevima, pri čemu vratilo i glavina umjesto žljebova po obodu imaju primjereno oblikovane zupce s trokutastim ili evolventnim profilom. Razmjerno velik broj zubaca osigurava prijenos velikih okretnih momenata i udarnih opterećenja. U usporedbi sa žlijebljenim spojevima zupci su manji, pa su zupčasti spojevi primjereniji za tanja vratila, a omogućuju i pozicioniranje glavine u obodnom smjeru. 
Zupčasti spojevi s trokutastim profilom obično su izrađeni s bočnim centriranjem, a koriste se prvenstveno za aksijalno nepokretne glavine. Kod zupčastih spojeva s evolventnim profilom moguće je također i unutarnje ili vanjsko centriranje, a koriste se za aksijalno pokretne ili nepokretne glavine. Zupčasti spojevi proračunavaju se na površinski pritisak.